# اعتیاد به مواد
مواد اعتیادآور موادی هستند که می‌توانند موجب وابستگی به مصرف شوند، یعنی فرد مصرف‌کننده کنترلی بر عدم مصرف آن‌ها نداشته باشد و مصرف مداوم این مواد زندگی معمول وی را مختل سازد مانند مواد مخدر، الکل، مواد محرک عصبی (مانند آمفتامین) و سیگار.
وابستگی به مصرف می‌تواند جسمی مانند مواد مخدر یا روانی مانند کانابیس باشد.

## مواد اعتیادآور
سازمان بهداشت جهانی مواد اعتیادآور را از جهت تأثیر آن‌ها بر انسان به چندین دسته تقسیم می‌کند، که عبارت‌اند از:
- ۱. محرک‌ها مانند آمفتامین
- ۲. آرام‌بخش‌ها و  سستی‌زاها (مسکنها–خواب‌آورها)
- ۳.مواد مخدر
- ۴.کانابیس (حشیش) یا شیره گیاه شاهدانه
- ۵. الکل، نیکوتین و کافئین
- ۶.چسب و مواد فرار (مواد استنشاقی)

البته می‌توان مواد بالا را به سه رده کلی محرک (مانند آمفتامین، کوکائین و نیکوتین)، آرامبخش و خواب‌آور (مانند بابیتورات، بنزودیازپین و الکل) و مخدر نیز تقسیم نمود.